# Jennifer Joines
Jennifer Claire Joines-Tamas (Santa Clara, 23 novembre 1982) è un'ex pallavolista e allenatrice di pallavolo statunitense.
Giocava nel ruolo di centrale ed è assistente allenatrice volontaria per la University of Nebraska-Lincoln.

## Carriera

### Giocatrice
La carriera di Jennifer Joines inizia nel 2000, nella University of the Pacific: con la squadra universitaria californiana trascorre quattro anni, ma non vince alcun trofeo. Nel 2001 ottiene la prima convocazione in nazionale, con cui nel 2003 vince la medaglia di bronzo ai Giochi panamericani. Nel 2004 inizia la carriera da professionista nel campionato portoricano, giocando nel Pinkin de Corozal; nel 2005 si dedica esclusivamente alla nazionale, con cui vince la medaglia d'oro al Campionato nordamericano e la medaglia d'argento alla Grand Champions Cup.
Nella stagione 2006-07 fa la sua prima esperienza all'estero, andando a giocare a Chieri Volley, nella Serie A1 italiana. Terminato il campionato italiano, torna a giocare nel Pinkin de Corozal a Porto Rico. Nel 2007 con la nazionale vince altre due medaglie: l'argento al Campionato nordamericano e il bronzo in Coppa del Mondo. Nella stagione 2007-08 viene ingaggiata dal Toyota Queenseis, squadra militante nella V.Premier League giapponese, a cui resta legata per una sola stagione, prima di passare per l'annata 2008-2009 al Fakel Novy Urengoi. Nel 2008 viene convocata come centrale di riserva per le Olimpiadi di Pechino, dove la nazionale statunitense vince la medaglia d'argento.
Nella stagione 2010 torna a giocare a Portorico, questa volta nello Llaneras de Toa Baja, mentre con la nazionale vince l'oro al World Grand Prix, bissato anche nell'edizione 2011. Per la stagione 2010-11, viene ingaggiata dall'Azərreyl Voleybol Klubu, col quale vince la Challenge Cup; con la nazionale nel 2011 si aggiudica il campionato nordamericano e si classifica al secondo posto alla Coppa del Mondo. Nel 2012 vince Coppa panamericana; al termine della competizione si ritira dalla nazionale, con la quale aveva superato le duecento presenze.
Nella stagione 2012-13 viene ingaggiata dall'Azəryol Voleybol Klubu, rivestendo anche il ruolo di capitano; al termine del campionato, si ritira dall'attività agonistica.

### Allenatrice
Appena ritirata, nella stagione 2013 segue il marito, assistente allenatore alla Cal Poly, dove ricopre volontariamente lo stesso ruolo per due annate. Nella stagione 2015 approda, sempre in coppia col marito, alla University of Nebraska-Lincoln, dove è sempre assistente allenatrice volontaria, vincendo subito il titolo NCAA.

## Vita privata
Il 22 agosto 2009 sposa l'ex pallavolista Christopher Tamas, conosciuto ai tempi dell'università, quando entrambi frequentavano la University of the Pacific.

## Palmarès
Giocatore

### Club
- Challenge Cup: 1

2010-11

### Nazionale (competizioni minori)
- Giochi panamericani 2003
- Montreux Volley Masters 2010
- Coppa panamericana 2011
- Coppa panamericana 2012

### Premi individuali
- 2000 - All-America Second Team
- 2001 - All-America Second Team
- 2002 - All-America Second Team
- 2003 - All-America First Team

Allenatrice
- NCAA Division I: 1

2015